# Вулиця Ґеца
Ву́лиця Ґе́ца — вулиця в Залізничному районі Львова на Левандівці. Сполучає вулиці Алмазну та Кузнярівку. Проходить паралельно до вулиць Сушка та Машиністів. Нумерація будинків ведеться від вулиці Алмазної. Вулиця має ґрунтове покриття, без хідників.

## Історія та забудова
Прокладена 1957 року, мала первісну назву вулиця Ентузіастів. 1993 року перейменована на честь українського художника XX століття, уродженця Львова Лева Ґеца.
У забудові переважають радянський одно- і двоповерховий конструктивізм поліпшеного планування, двоповерхова житлова барачна забудова 1950-х років.

## Галерея

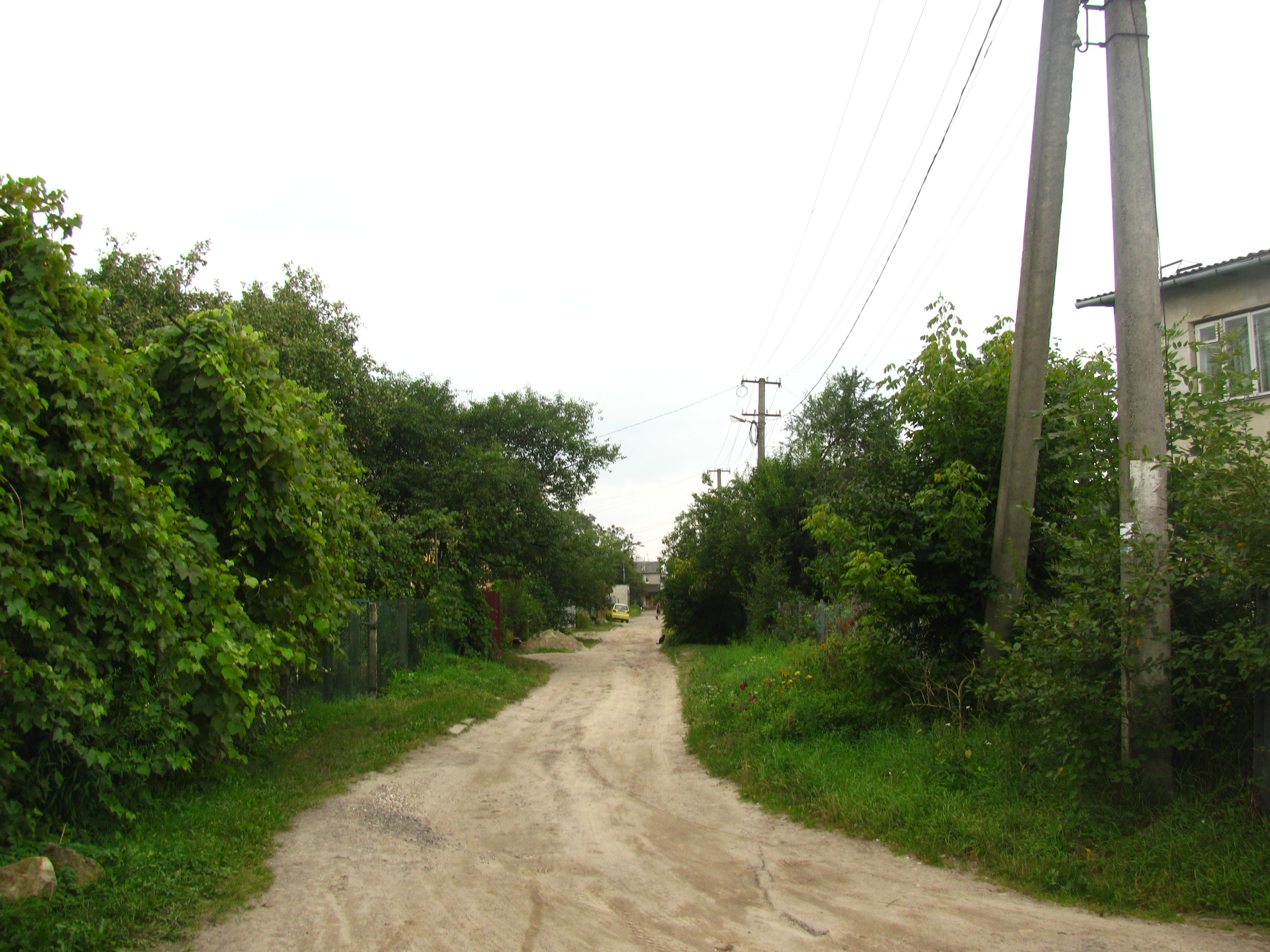
Кінець вулиці
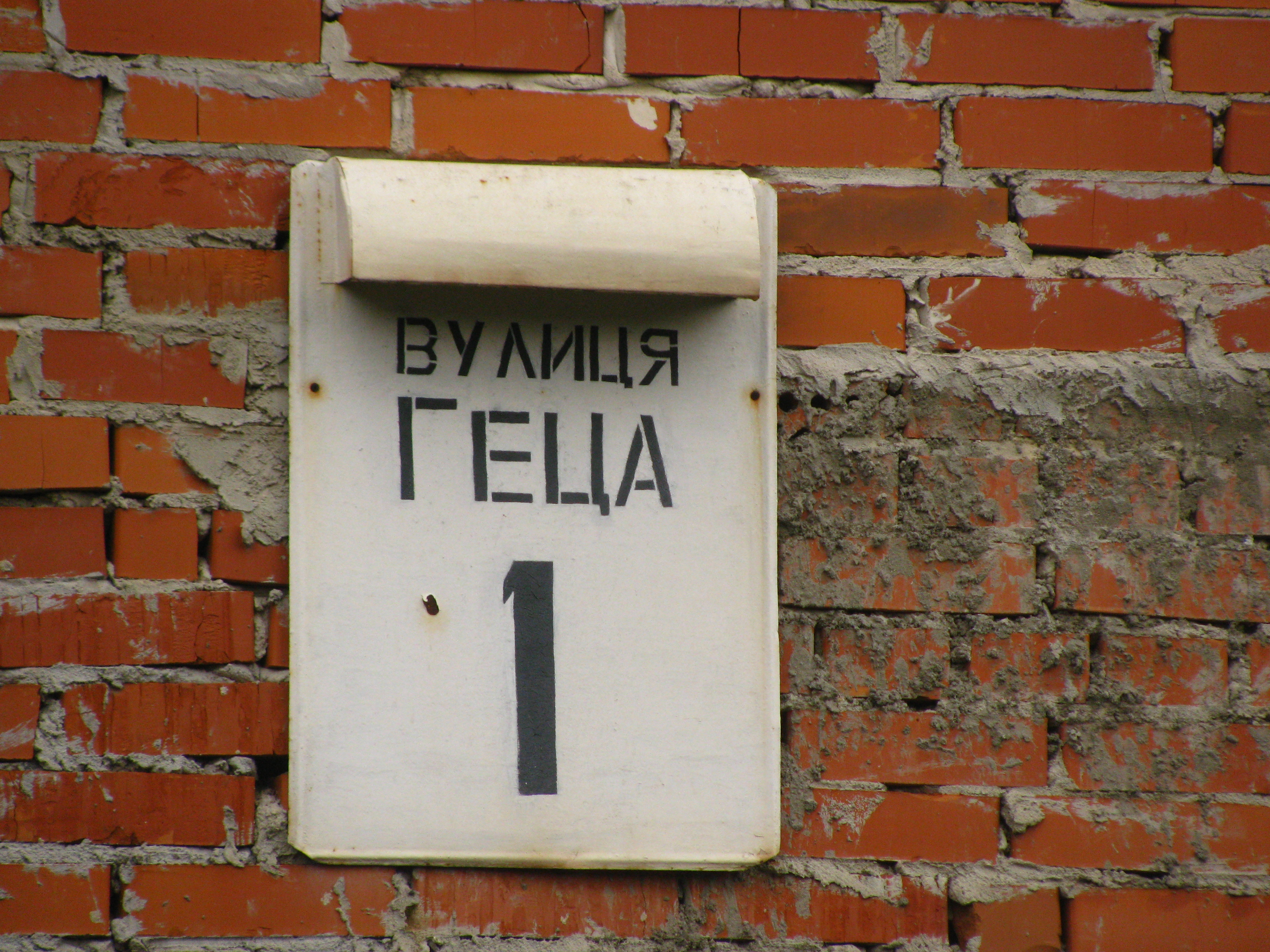
Нумерна табличка будинку № 1 на вулиці Ґеца